# Choconsaurus
Choconsaurus – rodzaj wymarłego dinozaura, zauropoda z kladu Titanosauria.
W argentyńskiej prowincji Neuquén, w okolicy Villa El Chocón, w miejscu zwanych La Antena (39° 15’ 24’’ S; 68° 46’ 49’’ W) znaleziono skamieniałości olbrzymiego dinozaura. Odkrycia dokonano w Patagonii, wśród skał tworzących formację Huincul (podgrupa Río Limay, grupa Neuquén), zbudowaną ze zlepieńców i sublitarenitów, którą datuje się na późny cenoman w kredzie późnej. Należały do nich w szczególności prawie wszystkie kręgi grzbietowe zwierzęcia (brakuje piątego), ponadto prawa obręcz kończyny górnej, prawy nadgarstek. W nowo odkrytym okazie dostrzeżono cechy niespotykane wcześniej. Autorzy relacjonują wiele autapomorfii, do których należą:
- niewielki karb na brzegu grzbietowym tylnej powierzchni stawowej trzonu kręgu
- dodatkowe stawy umiejscowione bocznie w stosunku do hyposphene, lepiej rozwinięte w proksymalnych kręgach odcinka grzbietowego
- dodatkowa blaszka pomiędzy blaszką tylną centro-diapofyzalną (posterior centrodiapophyseal) i dodatkową blaszką tylną centro-diapofyzalną (accessory posterior centrodiapophyseal)
- wyrostki hyposphene na przednich kręgach ogonowych.

Cechy te pozwoliły na opisanie nowego rodzaju dinozaura, któremu Edith Simón, Leonardo Salgado i Jorge Orlando Calvo nadali nazwę Choconsaurus. Autorzy ci wywodzą nazwę rodzajową od miejscowości Villa El Chocón, gdzie znaleziono holotypowy okaz. Do nazwy tej dołączyli wyraz saurus pochodzący z greki i oznaczający jaszczura. W rodzaju umieścili gatunek Choconsaurus baileywillis, którego epitet gatunkowy upamiętnia północnoamerykańskiego geologa nazwiskiem Bailey Willis, który eksplorował Patagonię na początku XX wieku. Wspomniane znalezisko z Villa El Chocón obrano za holotyp nowego taksonu, ustanowiono również paratypy.
Przeprowadzona analiza filogenetyczna pozwoliła umiejscowić zwierzę na drzewie rodowym zauropodów. Ta grupa wielkich dinozaurów poza grupami bazalnymi dzieli się na dwie główne linie: diplodokokształtne i Macronaria. Ta ostatnia obejmuje grupę Titanosauriformes, który to klad, zawierający Choconsaurus, obejmuje zgodnie z definicją brachiozaura i Titanosauria, co oznacza, że zaliczają się do niego brachiozaury, euhelop i Titanosauria. Te dwa ostatnie tworzą razem klad Somphospondyli. Do niego zalicza się też Choconsaurus. Titanosauria definiuje się jako Titanosauriformes bliższe saltazaurowi niż brachiozaurowi czy euhelopowi. Grupa ta łączy Saltasauridae, Nemegtosauridae i Malawisaurus. Również do niej należy Choconsaurus. W obrębie Titanosauria nowy rodzaj zajął pozycję bardziej zaawansowaną ewolucyjnie od Andesaurus, Mendozasaurus i argentynozaura, stanowiąc grupę siostrzaną kladu złożonego z Malarquesaurus i Eutitanosauria, cechującego się pionowymi wyrostkami kolczystymi kręgów ogonowych.